# Красный Бор (Подпорожский район)
Красный Бор — деревня в Вознесенском городском поселении Подпорожского района Ленинградской области.

## История
КНЯЖ-БОРА (посёлки Мокшинская и Рогачёвская) — деревня при реке Свири, число дворов — 17, число жителей: 43 м. п., 60 ж. п.; Все чудь. Часовня православная. (1873 год)

Сборник Центрального статистического комитета описывал её так:

КНЯЖБОРО — село бывшее гарнизонное при реке Свири, дворов — 13, жителей — 90; Церковь православная, часовня. (1885 год)

Деревня административно относилась к Шелтозёрско-Бережной волости 1-го стана Петрозаводского уезда Олонецкой губернии.

КНЯЖБОР — деревня Щелейско-Гиморецкого сельского общества при реке Свири, население крестьянское: домов — 17, семей — 20, мужчин — 46, женщин — 49, всего — 95; некрестьянское: домов — 3, семей — 3, мужчин — 4, женщин — 4, всего — 8; лошадей — 11, коров — 33, прочего — 23. (1905 год)

С 1917 по 1919 год деревня Княжий Бор входила в состав Оштинской волости Лодейнопольского уезда Олонецкой губернии.
С 1919 года в составе Подмонастырского сельсовета Вознесенской волости.
В 1925 оду постановлением Президиума ВЦИК деревня Княжий Бор Вознесенской волости Лодейнопольского уезда была переименована в Красный Бор.
С 1922 года в составе Вознесенского сельсовета.
С 1927 года в составе Вознесенского района.
Согласно карте Ленинградской области Северо-западного аэрогеодезического треста ГГУ издания 1932 года деревня насчитывала 14 крестьянских дворов, в деревне находилась церковь.
По данным 1933 года деревня Красный Бор входила в состав Вознесенского сельсовета Вознесенского района.

Деревня Красный Бор на карте 1943 года

С 1 сентября 1941 года по 31 мая 1944 года деревня находилась в финской оккупации.
С 1954 года в составе Подпорожского района.
С 1963 года в составе Лодейнопольского района.
С 1965 года вновь в составе Подпорожского района. В 1965 году население деревни составляло 355 человек.
В 1971 году деревни Красный Бор и Чащеручей были объединены в один населённый пункт — деревню Красный Бор.
По данным 1966, 1973 и 1990 годов деревня Красный Бор также входила в состав Вознесенского поссовета.
В 1997 году в деревне Красный Бор Вознесенского поссовета проживали 690 человек, в 2002 году — 357 человек (русские — 94 %).
В 2007 году в деревне Красный Бор Вознесенского ГП проживали 342 человека.

## География
Деревня расположена в северо-восточной части района к западу от автодороги 41К-147 (Петрозаводск — Ошта).
Расстояние до административного центра поселения — 6 км.
Расстояние до ближайшей железнодорожной станции Подпорожье — 102 км.
Деревня расположена на правом берегу реки Свирь.

## Демография
| 1873 | 1885 | 1905 | 1965 | 1997 | 2007 | 2010 |
| ---- | ---- | ---- | ---- | ---- | ---- | ---- |
| 103  | ↘90  | ↗103 | ↗355 | ↗690 | ↘342 | ↘206 |
| 2017 |      |      |      |      |      |      |
| ↗265 |      |      |      |      |      |      |

### Национальный состав
Согласно данным Всероссийской переписи населения 2021 года в деревне проживали 170 человек, из них:
 русские — 169, один человек национальность не указал.

## Достопримечательности
- Церковь Фомы апостола, 1873 года постройки, деревянная, недействующая, ведутся работы по реставрации. С 2002 года имеет статус вновь выявленного объекта культурного наследия, в настоящее время является единственной сохранившейся церковной постройкой, видной со Свири[20].

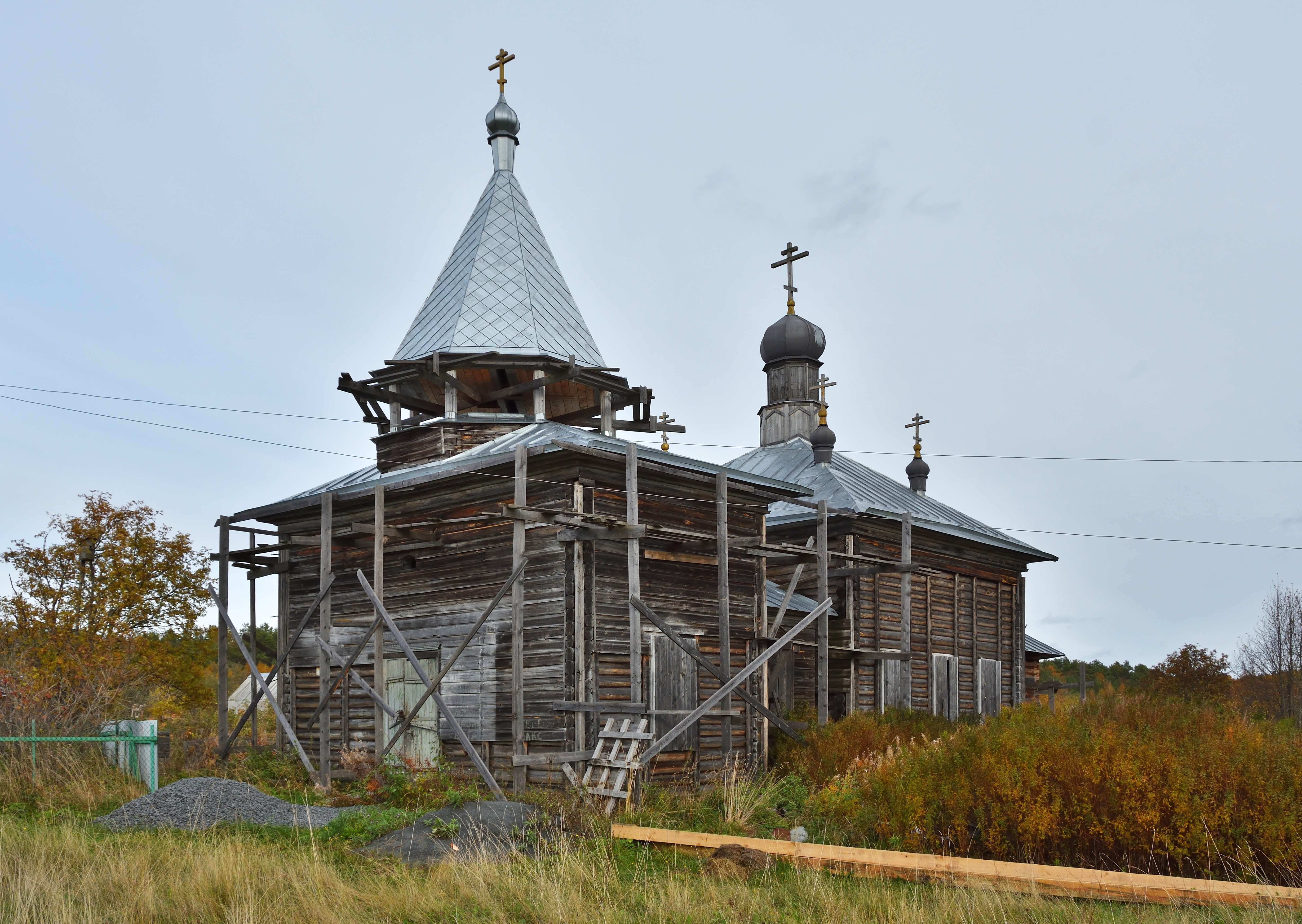
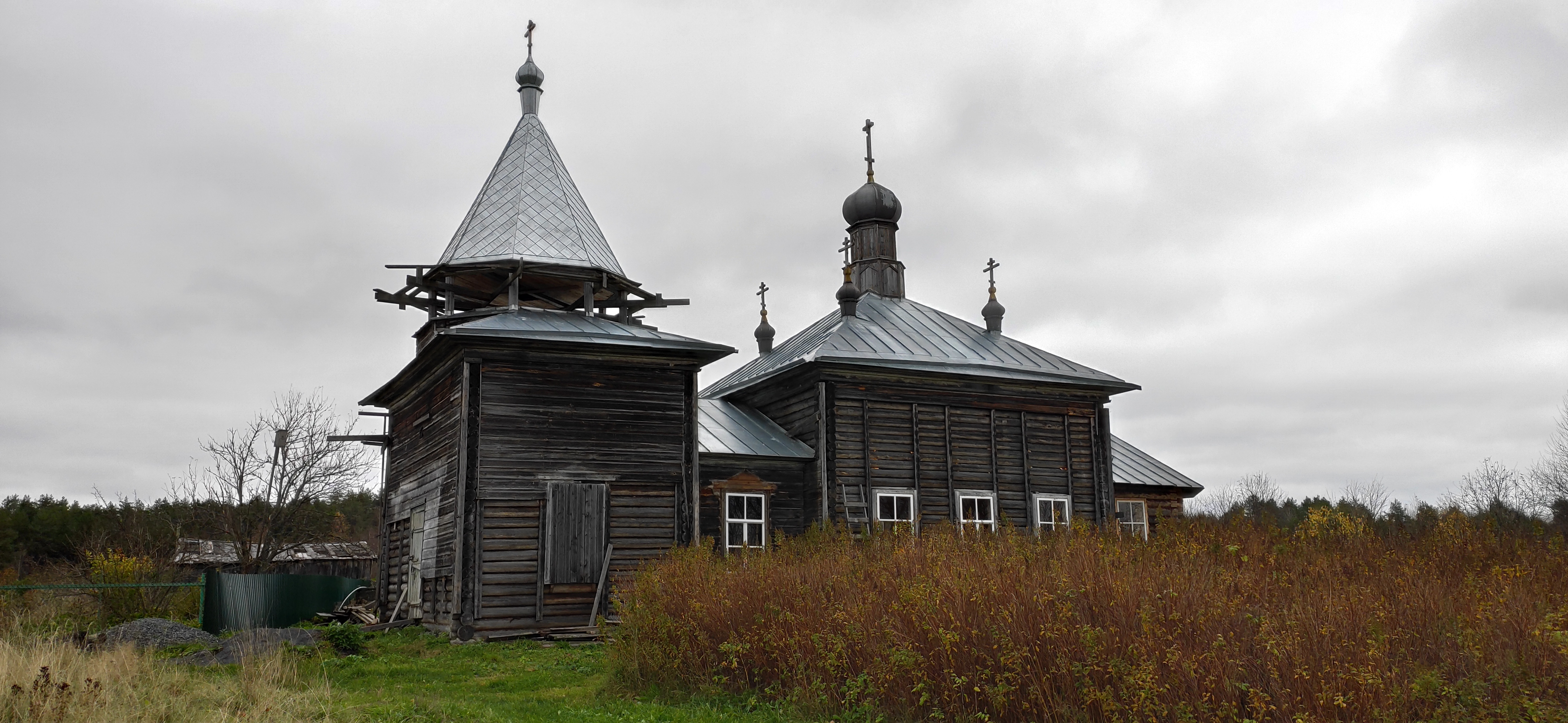

## Улицы
Горная, Детская, Железнодорожная, Лесная, Пристанская, Пристанский переулок, Речная, Свирская, Цветочная, Школьная.